# The Reign of the Superman
The Reign of the Superman é um conto escrito por Jerry Siegel, ilustrado por Joe Shuster e publicado originalmente em janeiro de 1933 na terceira edição de Science Fiction: The Advance Guard of Future Civilization, um fanzine produzido e distribuído de forma independente pela dupla. Embora não seja a primeira colaboração da dupla, é a primeira história a apresentar um personagem nomeado "Superman", embora com características significativamente diferentes do super-herói que viria a ser posteriormente publicado em Action Comics #1, em 1938.
Na história, Siegel e Shuster apresentam, ao invés do repórter "Clark Kent", o indigente "Bill Dunn", que encontra um cientista inescrupuloso que o submete a testes envolvendo substâncias alienígenas. Como consequência, Dunn adquire super-poderes que o permitem manipular a economia e almeja a dominação mundial. Embora seja associada ao conceito do "Übermensch", conforme estabelecido por Friedrich Nietzsche em seu livro Assim Falou Zaratustra, Siegel declararia que, ao produzir a história ainda em 1932, pretendia apenas inverter o arquétipo dos personagens considerados "super-homens", como Sansão, Hércules e Doc Savage, colocando-o não como herói, mas como vilão de uma história. Após a publicação, Siegel decidiria que o conceito funcionaria melhor se o personagem fosse um herói, e começaria a trabalhar ao lado de Shuster no desenvolvimento do que viria a ser seu maior personagem, o super-herói Superman.

## Antecedentes e contexto
Numa extensa entrevista concedida em 1983 à editora Fantagraphics Books para o segundo número da revista Nemo, Siegel e Shuster detalharam os eventos que os levaram a se tornarem amigos, mas foram incapazes de precisar o ano em que isso teria ocorrido, embora acreditassem que tinham cerca de 16 anos à época. Shuster estudara no Alexander Hamilton Junior High School, e integrou a equipe do jornal escolar, onde trabalhou ao lado de um primo de Siegel. Pouco depois, numa conversa sobre histórias em quadrinhos, o primo de Siegel mencionaria a ele que conhecia um rapaz que desenhava muito bem, e que ele iria se mudar para outro bairro. Siegel aceitaria a sugestão de conhecer Shuster, e aí começou a amizade dos dois, que estudariam juntos no Glenville High School e trabalhariam no jornal escola dali, o Glenville Torch. Em 1998, em seu livro Superman: The Complete History, o historiador Les Daniels colocaria esses eventos ocorrendo em 1931. Tanto Siegel quanto Shuster eram fãs de ficção científica e Daniels descreveria o relacionamento dos dois como "uma amizade forjada pelo interesse comum nas primeiras revistas a publicar regularmente histórias do gênero, incluindo a 'Amazing Stories' e a 'Weird Tales' "
Quando Hugo Gernsback publicou a primeira revista de ficção científica, Amazing Stories em 1926, permitiu que a seção de cartas divulgasse endereços de leitores, que passaram a trocar correspondências. Siegel trocava correspondências com outros fãs de ficção científica, como Julius Schwartz e Mort Weisinger e criaria em 1929, aos 14 anos, um dos candidatos a primeiro fanzine de ficção científica dos Estados Unidos, Cosmic Stories, um publicação produzida de forma amadora pelo próprio Siegel usando uma máquina de escrever e um hectográfo. Como os demais fanzines, a revista era distribuída através dos correios, para outros fãs de ficção científica, numa época em que essas histórias ainda eram considerados um gênero inferior e marginalizado da literatura.
Não havia muita profissionalização ou estudo do que estava acontecendo à época - o termo fanzine, cunhado para designar essas publicações amadoras, só surgiria em outubro de 1940, assim denominado por Russ Chauvene. Em 1930, a Science Correspondence Club, produziria The Comet em Chicago. O fanzine era editado por Raymond A. Palmer e Walter Dennis e era um dos vários fanzines que surgiriam nos anos seguintes. Siegel era assinante de várias dessas publicações, e em 1932, surgiria a Science Fiction Digest, editada por Weisinger e Schwartz. Os fãs, ora atuando como compradores, ora como criadores de fanzines, estabeleciam uma ampla rede de contatos entre si através da troca de correspondências. Siegel escrevia à Schwartz falando sobre o quanto gostava dos contos publicados em Digest. O material facilmente disponibilizado para aqueles por dentro do meio da ficção científica, mas escondidos do público em geral. Siegel, em 1932, já estava produzindo diferentes contos de ficção científica, mas estes eram rejeitados pelas publicações profissionais, por isso, ele resolveria seguir o exemplo dos colegas e criar um fanzine e assim surgiria Science Fiction, produzida pelo próprio Siegel e por Joe Shuster.

## 1932-1933: Concepção e publicação independente

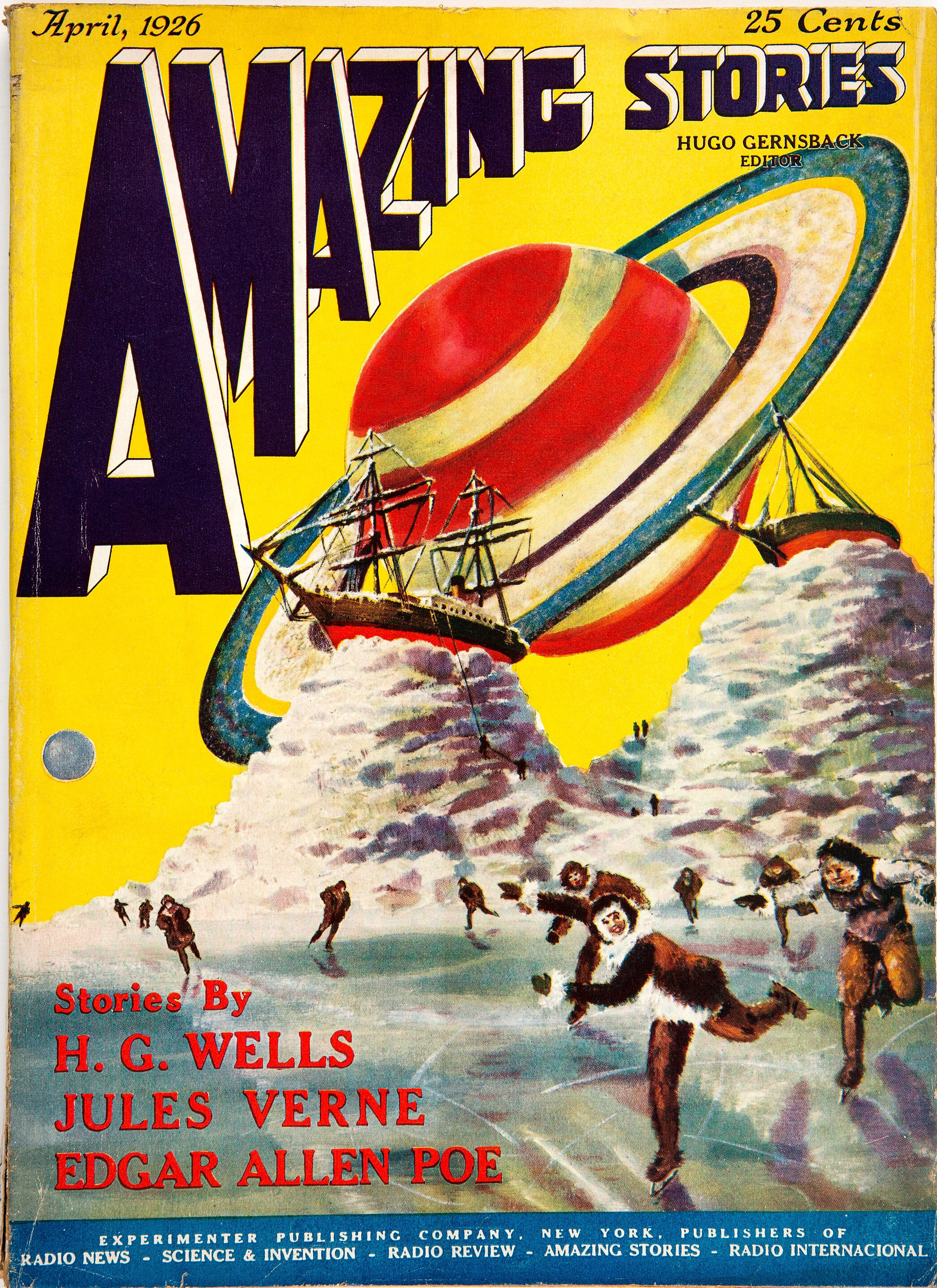
A revista americana Amazing Stories teve um papel crucial na popularização da ficção científica e ajudou a formar a literatura pulp, bem como o conceito de fandom. Os leitores trocavam correspondências, e isso contribuiria para a criação dos fanzines, incluindo Science Fiction, criado por Jerry Siegel e Joe Shuster em 1931.

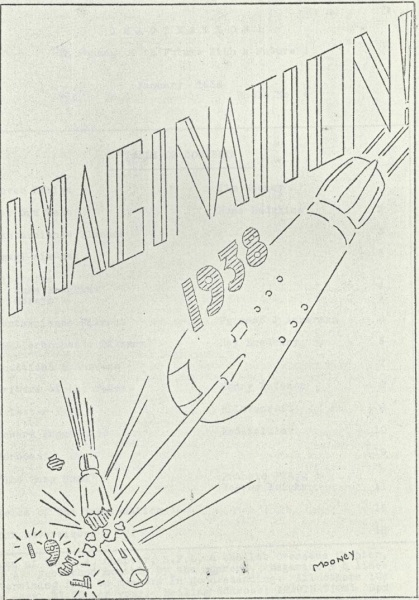
Capa do fanzine Imagination de Forrest Ackerman, janeiro de 1938, arte de Jim Mooney.

Com o subtítulo The Advance Guard of Future Civilization, a revista amadora Science Fiction trazia em seu interior várias histórias produzidas por Siegel, sempre acompanhadas por ilustrações de Shuster. Além das histórias, Siegel incluía também resenhas de outros fanzines e de livros de ficção científica. O roteirista era fã do material de H.G. Wells e já produzia ao lado de Shuster algumas propostas para tiras de jornal que se enquadrassem no gênero de "ficção científica", como Interplanetary Police, sobre o departamento de polícia do futuro e Queeriosities, com quadros que ocupavam uma página inteira mostrando vislumbres do futuro. Esa última foi incluída em Science Fiction. Schwartz se tornaria um dos assinantes do fanzine e, eventualmente, também um dos colaboradores. Weisinger e Forrest J. Ackerman também produziriam material para o fanzine de Siegel.
O historiador Sam Moskowitz, em Explorers of the Infinite, conduziria uma entrevista com o escritor de ficção científica Philip Wylie, e segundo este, o seu trabalho no livro Gladiator teria sido uma influência determinante para Siegel e Shuster. O livro de Wylie, à época do seu lançamento, foi disponibilizado numa tiragem limitada de dois mil exemplares, e a suposta "inspiração" é considerada controversa. Siegel negava ter lido o trabalho de Moskowitz, mas na segunda edição do fanzine, teria incluído uma resenha de sua própria autoria acerca do livro.
Segundo Gerard Jones, Wylie teria ameaçado processar os autores por plágio em 1940. Não, há entretanto, registros de nenhuma disputa judicial. A afirmação feita por Jones de que Siegel teria produzido uma resenha acerca de Gladiator, entretanto, carece de provas substanciais. Não há exemplares dessa revista em específico, e o próprio Jones admitiria, ao seu consultado pelo jornalista Erik German da revista Esquire, que não conferira a fonte primária, mas sim teria se baseado em relatos de pessoas que teriam lido o fanzine e afirmavam que ali haveria essa suposta resenha. Independente da existência dessa resenha, impossível de ser verificada pelo desaparecimento do material original, Jones afirmou à reportagem que acredita haver um "consenso" entre estudiosos de que Siegel deve ter lido o trabalho de Wylie e se inspirado ainda que os personagens tenham caractéristicas bastante diferentes e as histórias apresentem temáticas opostas.
As evidências para a tese sustentada por Wylie são consideradas "incertas", mas a influência da história é considerada "admissível". Os dois trabalhos possuem significativas diferenças: Wylie propõe um "super-homem" que assume integralmente sua superioridade e, apesar de acumular conquistas sexuais, é rejeitado pela população, enquanto Siegel e Shuster estabeleceriam, na terceira e definitiva versão de Superman, um herói que mantém uma identidade secreta, é aceito pela população e se apaixona por uma colega de trabalho.

## Enredo, temas e influências
- Commons
- Wikisource

No início de 1933 seria publicada a terceira edição de Science Fiction, e fazendo parte do conteúdo dessa edição, uma história curta, intitulada The Reign of the Superman. Escrita por de Siegel, a trama tinha como cenário os Estados Unidos durante a Grande Depressão, e apresentava a primeira versão de "Superman": um indigente chamado "Bill Dunn", que enquanto aguardava na fila de uma ação social era abordado por um cientista, o professor "Ernest Smalley", que o convence a participar como cobaia de um experimento em troca de comida e roupas. Smalley havia encontrado um meteoro, extraído da rocha substâncias químicas que não correspondiam à nada encontrado na tabela periódica, e pretendia aplicar essas substâncias estranhas em Dunn. O teste químico acaba por conceder poderes telepáticos à cobaia, que escapa e o que inicialmente se revela como telepatia começa a progredir cada vez mais, ao ponto de Dunn se tornar capaz e dominar mentalmente outras pessoas. Decidido a enriquecer, Dunn usa seus poderes inicialmente para "assaltar" outras pessoas, fazendo com que elas entreguem suas bolsas e carteiras para ele. Com o tempo, começa a fazer apostas, sempre garantindo a própria vitória, e a manipular o mercado de ações, obtendo grandes lucros. Quando Smalley observa o sucesso de sua cobaia, tenta aplicar o mesmo teste químico em si, mas é assassinado por Dunn, que não quer rivais. Megalomaníaco, Dunn decide intervir numa conferência, controlando os políticos e estadistas ali presentes de forma a criar uma guerra mundial, um cenário que lhe permitiria surgir como um novo governante e dominar o planeta. O plano, entretanto, não chega à sua conclusão porque os efeitos do teste químico eventualmente se dissipam, e Dunn volta a ser uma pessoa comum.
Anteriormente, o personagem Doc Savage, também conhecido como "o homem de bronze", já chegara a ser descrito durante uma história como sendo "super", mas esta não era uma alcunha que ele adotava, ao contrário de Dunn, que na história atendia pelo nome de "super-homem".
The Reign of the Superman marca a primeira vez que uma publicação trazia um personagem com nome "Superman". Alguns dos elementos que posteriormente seriam associados à mitologia do personagem já se faziam presentes: o vilão era careca, como Lex Luthor seria; uma rocha alienígena com propriedades extraordinárias alterava a fisiologia das pessoas, como a kryptonita faria; e o papel do herói era desempenhado por um repórter, o personagem "Forrest Ackerman", que aparecia brevemente na história para confrontar um cada vez mais poderoso Dunn. Ackerman era um repórter aparentemente pacato, mas que não era tão indefeso quanto parecia - características que seriam posteriormente associadas a Clark Kent - e seu nome era uma homenagem ao autor de mesmo nome, na época, ainda um fã de histórias de ficção científica como Siegel.
Em 1983, Siegel declararia que a história havia sido integralmente escrita em 1932, e tinha como objetivo brincar com a temática dos homens considerados "super", como Sansão ou Hércules, colocando esse tipo de personagem como um vilão, diferentemente dos "super-homens" até então estabelecidos.
Little Nemo, de Winsor McCay, e o trabalho de H.G. Wells foram apontados por Siegel como influências diretas para os seus primeiros trabalhos, incluindo Reign of the Superman. Vários relatos, entretanto, colocam Friedrich Nietzsche como uma inspiração adicional para a história curta. Nietzsche havia concebido o termo "Übermensch" para se referir a um conceito detalhado em seu livro Assim Falou Zaratustra, e uma possível tradução para o inglês do termo alemão é "Superman". A personagem Jane Porter já havia chamado Tarzan de "super-homem" em Tarzan of the Apes, publicado em 1912. Edgar Rice Burroughs é citado como uma influência posterior de Siegel, e seus personagens - não apenas Tarzan, mas também John Carter, capaz de pular grandes distâncias por causa da gravidade diferente em Marte, são dois personagens que influenciaram as versões posteriores e heroicas de Superman. Segundo Jones, essa  influência pode ser encontrada ainda nos primeiros trabalhos produzidos por Siegel, como Goober the Mighty, um paródia de de Tarzan produzida em 1931 para o jornal The Torch do Glenville High School.

## 1933-1938: Reformulação do personagem "Superman"

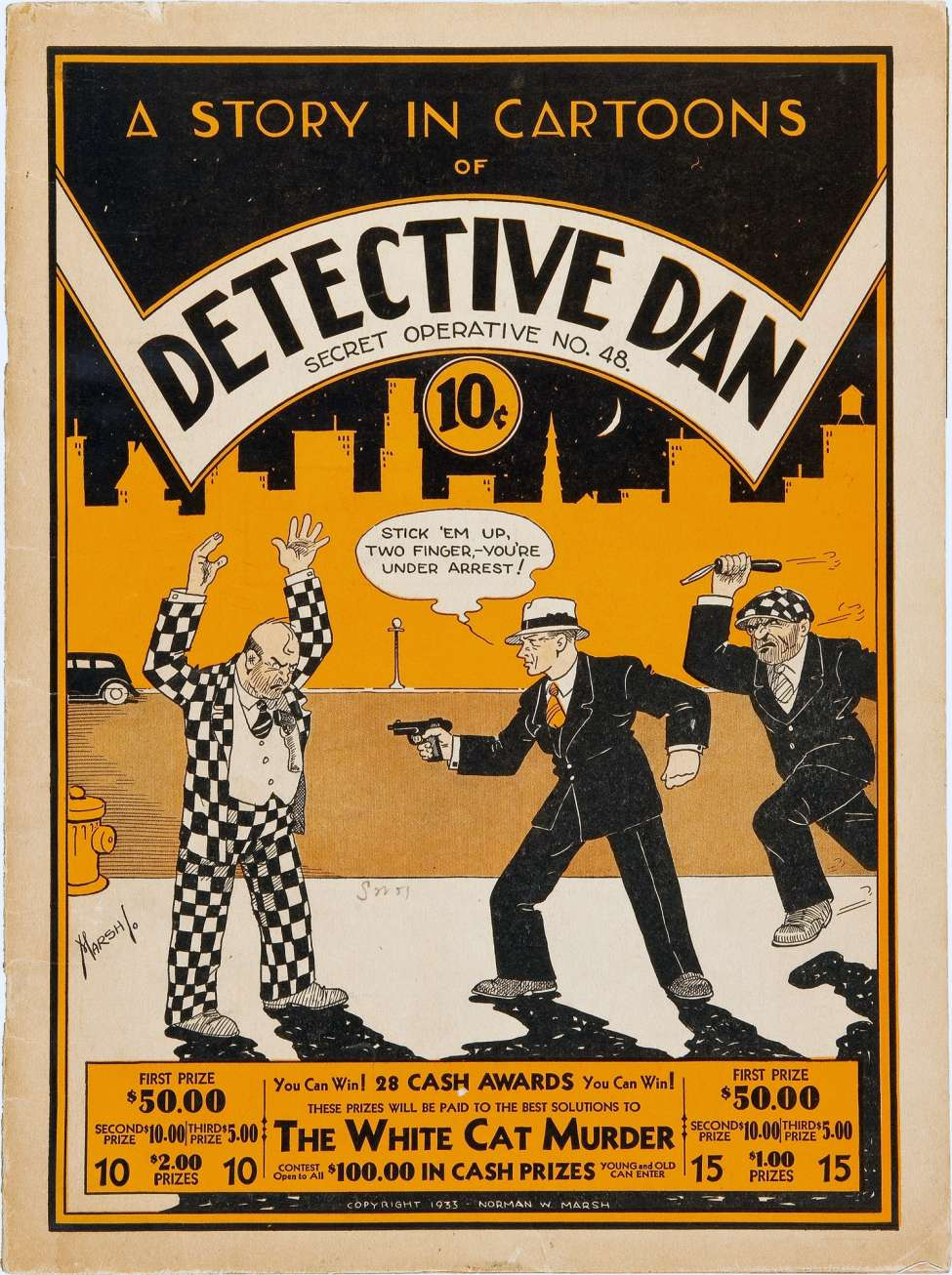
Capa de Detective Dan, Secret Operative No. 48, 1933

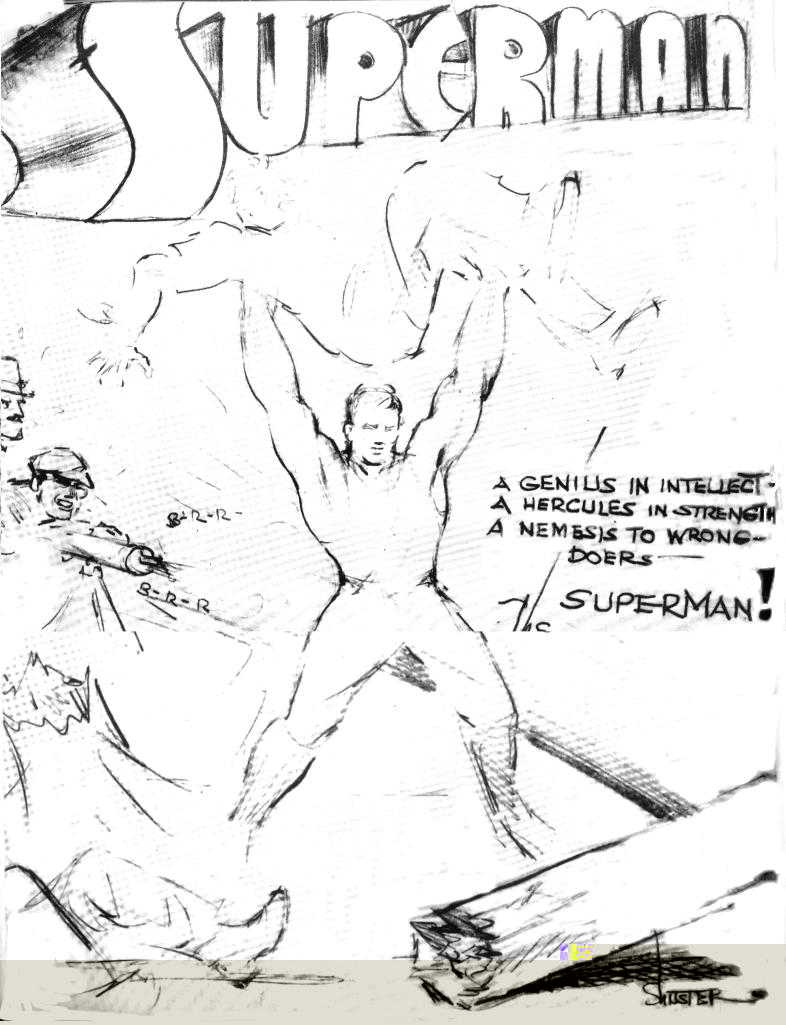
Arte de Joe Shuster para Superman em 1933. O personagem foi novamente reformulado por Shuster e pelo escritor Jerry Siegel com a intenção de se tornar o protagonista de uma tira de jornal.

A partir de 1933, Sigel viu uma revista em quadrinhos de 48 páginas em preto-e-branco intitulada Detective Dan: Secret Operative No. 48. Era a primeira aparição do personagem "Dan Dunn", era primeira vez que uma revista daquele formato trazia material inédito ao invés de republicações, ele decidiu que  Superman seria um ótimo personagem para publica no formato de revista em quadrinhos.
o personagem passaria por uma série de reformulações nas mãos dos dois autores, que passariam a oferecê-lo a diversas empresas, sempre com resultados negativos Siegel reescreveria a personagem como um herói, mantendo pouca ou nenhuma semelhança com o vilão de mesmo nome, e começou a procurar uma editora que o publicasse. Paralelamente, trabalhava em outros conceitos e personagens ao lado de Shuster, com o objetivo de produzir não mais contos, mas uma tira de jornal. O primeiro desses projetos foi a série Interplanetary Police, que chegara a ser elogiada por editoras, mas não era contratada. Uma crítica comum ao trabalho dos dois era de que seus conceitos não eram sensacionais o suficiente para chamar a atenção do público - e era justamente isso que eles pretendiam fazer com a segunda versão de Superman.
The Superman tinha um título presunçoso, e a capa trazia dizeres hiperbólicos: o novo Superman era anunciado como "o personagem de ficção mais surpreendente de todos os tempos" e sua história era "uma trama de ficção científica em desenhos" mas esse projeto não seria aprovado.

Siegel escreveu uma história de crime que Shuster desenhou em formato de quadrinhos. Intitulando "The Superman", eles ofereceram à Consolidated Book Publishing, a empresa que publicou o detetive Dan. Embora a dupla recebesse uma carta encorajadora, a Consolidated nunca mais publicou histórias em quadrinhos. Desanimado, Shuster queimou todas as páginas da história, mas a capa sobreviveu porque Siegel a resgatou do fogo.

Somente em 1938 que a " National Periodical Publications" — com quem os dois já haviam trabalhado anteriormente, tendo sido os responsáveis por uma das história publicadas na primeira edição de Detective Comics, criando o detetive Slam Bradley — os convidou para contribuir com um novo personagem para a mais recente publicação da National. Mostraram uma nova versão de Superman para apreciação, e uma vez aprovado, passaram a recortar e colar as tiras de jornal da amostra que tinha preparado no formato de páginas de uma revista em quadrinho.

## Republicações e edições digitais
- The Official Overstreet Comic Book Price Guide nº 18 republicou as duas primeiras páginas com o texto de abertura e a arte de Shuster.
- Nemo, the Classic Comics Library Nº 2 (agosto de 1983)  republicou toda a história.
- Uma cópia digital da edição que inclui esta história está disponível nas coleções digitais da Universidade da Flórida.[26]